# ميجا مان باتل آند شايس
ميجا مان باتل آند شايس (بالإنجليزية: Mega Man Battle & Chase)‏ ، تسمى في النسخة اليابانية روك مان باتل آند شايس (Rockman Battle & Chase) (باليابانية: ロックマン バトル&チェイス) ، هي لعبة فيديو من نوع سباقات السيارات ، وهي اللعبة الفرعية لسلسلة ميجا مان إكس ، وتعمل حصرياً لنظام التشغيل بلاي ستيشن ، أنتجتها شركة إنفوغرامز الفرنسية ونشرتها شركة نامكو اليابانية سنة 1997م.